# Rue du Général-Estienne (Paris)
Pour les articles homonymes, voir Rue du Général-Estienne.
La rue du Général-Estienne est une voie du 15e arrondissement de Paris, en France.

## Situation et accès
La rue du Général-Estienne est une voie publique située dans le 15e arrondissement de Paris. Elle débute au 119-123, rue Saint-Charles et se termine au 2 bis-6, rue Lacordaire.

## Origine du nom
Elle porte le nom du général Jean-Baptiste Eugène Estienne (1860-1936), surnommé « le père des chars ».

## Historique
La voie est créée et prend sa dénomination actuelle le 15 mars 1957 sur une partie de la rue Lacordaire.